# Kaushik Basu
Pour les articles homonymes, voir Basu.
Kaushik Basu est un économiste indien né en 1952 à Calcutta. Il a été économiste en chef de la Banque mondiale entre 2012 et 2016. Il est professeur d'économie à l'université Cornell.

## Publications
- 2016 : Au-delà du marché : vers une nouvelle pensée économique